# Franz Jägerstätter
Franz Jägerstätter (St. Radegund, 20. svibnja 1907. – Brandenburg an der Havel, 8. kolovoza 1943.), austrijski je poljoprivrednik koji je prizivom savjesti odbio služiti u vojsci Nacističke Njemačke nakon čega je osuđen na smrt i pogubljen. Katolička Crkva proglasila ga je mučenikom i blaženikom 2007. godine.
O njegovu životu snimljen je biografski film Skriveni život.

## Vanjske poveznice
|  | Wikicitati imaju zbirke citata o temi Franz Jägerstätter |